# Cervo (Borda da Mata)
Cervo (conhecido popularmente como Cervão) é um distrito do município brasileiro de Borda da Mata, no estado de Minas Gerais. Localizado ao pé da Serra do Cervo, uma formação montanhosa do sul estado de Minas Gerais, tendo no seu sopé o rio Cervo, o qual dá o nome ao distrito. O distrito possui diversas malharias que são uma das principais fontes de rendas do Cervo, mas também outros tipos de renda, como o cultivo do café e de batata,  a criação de gado para produção de leite também são relevantes para a economia do distrito.